# Ubaíra (kommun)
Ubaíra är en kommun i Brasilien.   Den ligger i delstaten Bahia, i den östra delen av landet, 900 km öster om huvudstaden Brasília. Antalet invånare är 19 759.
Följande samhällen finns i Ubaíra:
- Ubaíra

Omgivningarna runt Ubaíra är huvudsakligen savann. Runt Ubaíra är det ganska glesbefolkat, med 42 invånare per kvadratkilometer.